# Atrichops
Atrichops (лат.) — род двукрылых семейства Athericidae.

## Описание
Основания усиков сильно сближены. Окраска лба, без характерного контрастного чёрного и серебристо-серого рисунка, характерного для представителей близкого рода Suragina. Бочки переднегруди с пальцевидным выступом между передним дыхальцем и тазиками передних ног. Средние бёдра с одной шпорой, задние с — двумя.

## Биология
Самки питаются кровью лягушек. Являются переносчиками филяриатозов. Самки откладывают яйца группами на нижнюю сторону листьев растений. Личинки развиваются в отложениях на дне медленно текущих водотоков.

## Классификация
Включает 11 современных видов и один ископаемый.

## Распространение
Встречаются в Афротропике, Палеарктике и Ориентальной области.